# Tylopsis
Tribu
Genre
Tylopsis est un genre d'orthoptères de la famille de Tettigoniidae, le seul de la tribu des Tylopsini.

## Distribution
Les espèces de ce genre se rencontrent en Europe, en Afrique et au Proche-Orient.
Tylopsis lilifolia est la seule espèce que l'on rencontre en Europe occidentale.

## Liste des espèces
Selon Orthoptera Species File (28 mars 2010) :
- Tylopsis ampla Ragge, 1964
- Tylopsis bilineolata (Serville, 1838)
- Tylopsis brevis Ragge, 1964
- Tylopsis coi Jannone, 1936
- Tylopsis continua (Walker, 1869)
- Tylopsis dispar Sjöstedt, 1909
- Tylopsis farrowi Ragge, 1972
- Tylopsis fissa Ragge, 1964
- Tylopsis gracilis Chopard, 1954
- Tylopsis irregularis Karsch, 1893
- Tylopsis lilifolia (Fabricius, 1793)
- Tylopsis peneri Ragge, 1974
- Tylopsis punctulata Kirby, 1900
- Tylopsis rubrescens Kirby, 1900